# Спор о статусе Северного Борнео
[[Файл:North Borneo Dispute territory.PNG|thumb|400px| Территории, переданные Султанатом Сулу в 1878 году.]]

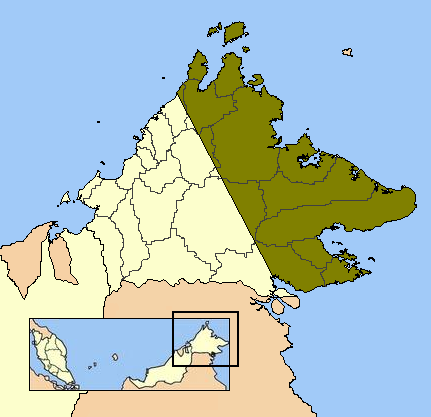
legend|#808000|Территории, переданные Султанатом Сулу в 1878 году.

Спор о статусе Северного Борнео — территориальный спор между Филиппинами и Малайзией о том, кому должна принадлежать северо-восточная часть малайзийского штата Сабах, ранее известного как Северное Борнео.

## Сдача Северного Борнео в аренду
В древности султанат Сулу получил северо-восточное побережье Калимантана в дар от правителей Брунея за помощь в борьбе с врагами. В 1865 году консул США в Брунее Клод Ли Мозес (Claude Lee Moses) приобрёл у султана Брунея в лизинг на десять лет территорию Северного Борнео. Только что закончившие гражданскую войну Соединённые Штаты не проявили интереса к обретению азиатских колоний, поэтому Мозесу пришлось продать концессию гонконгской частной American Trading Company of Borneo, которая основала там небольшое поселение Эллена (Ellena) — ныне Киманис (Kimanis).
Из-за финансовых трудностей ATC, в свою очередь, в январе 1875 года перепродала права на Северное Борнео консулу Австро-Венгерской империи в Гонконге барону Густаву фон Овербеку (нем. Gustavus Baron Von Overbeck). 22 января 1878 года султан Сулу Муэдзул Лайл Тан Кирам подписал с консулом фон Овербеком и его британским партнёром Альфредом Дентом соглашение о предоставлении им в аренду принадлежавшего Сулу побережья Калимантана на тот срок, который им понадобится. Взамен фон Овербек предоставлял султану огнестрельное оружие для защиты от испанцев, и пообещал платить султану либо его наследникам 5 тысяч долларов в год.
22 апреля 1903 года султан Джамалул Кирам подписал «Подтверждение передачи отдельных островов», в соответствии с которым передал в аренду Компании Британского Северного Борнео дополнительные острова у побережья Калимантана — от острова Бангги до залива Сибуку; взамен ежегодные платежи султанам Сулу были увеличены с 5000 до 5300 долларов.

## Мадридский протокол
Вскоре султанат Сулу попал под испанский контроль, и султан был вынужден подписать документ, в соответствии с которым вся его собственность на Палаване и Сулу (но не на Северном Борнео) передавалась Испании. В 1885 году Испания подписала Мадридский протокол, в соответствии с которым отказалась от всех претензий на Калимантан в пользу Великобритании.

## Судьба спора в XX веке
После победы в испано-американской войне 1898 года контроль над Филиппинами перешёл от Испании к США. В 1906 и 1923 годах Соединённые Штаты напоминали Великобритании, что Северное Борнео не является частью земель Британской короны и принадлежит султанату Сулу. Конституция Филиппин 1941 года провозгласила, что территорией Филиппин являются, в том числе, «все земли, принадлежащие Филиппинам на основании исторических прав или законных претензий». Тем не менее, в 1946 году Великобритания превратила Британское Северное Борнео в коронную колонию.
После образования Малайзии в 1963 году Сабах был включён в её состав, и Филиппины разорвали дипломатические отношения с Малайзией. На встрече в Маниле представителями Индонезии, Малайзии и Филиппин было подписано Манильское соглашение, которое оговаривало условия самоопределения Сабаха, однако оно было впоследствии проигнорировано всеми подписантами. Дипломатические отношения между Филиппинами и Малайзией были восстановлены в 1989 году, но спор о статусе Северного Борнео всё ещё остаётся неурегулированным.